# فریدریش فون گنتس
فریدریش فون گنتس (۲ مه ۱۷۶۴ – ۹ ژوئن ۱۸۳۲) دیپلمات و نویسنده پروسی-اتریشی بود. او به همراه  کلمنس فون مترنیخ ، صدراعظم اتریش، یکی از نیروهای اصلی پشت سازماندهی، مدیریت و پروتکل کنگره وین بود.

## اوایل زندگی
فون گنتس در وروتسواف (وروتسواف کنونی) متولد شد. پدرش یک مقام رسمی بود و مادرش از خانواده برجسته اوگنوی برلینی آنسیون و عمهٔ فریدریش آنسیون، وزیر پروس بود. هنگامی که پدرش از وروتسواف به برلین به عنوان مدیر کل ضرابخانه سلطنتی منتقل شد.  او در دانشگاه کونیگسبرگ با آموزه‌ها و تفکر ایمانوئل کانت آشنا شد و هوش او با تأثیر این متفکر بزرگ تیزتر و اشتیاقش به یادگیری بیشتر شد. با این وجود، امر مطلق کانت و ایده‌های او درباره فرمان عقل، که همه وظایف و تعهدات از آن ناشی می‌شوند، مانع از تسلیم شدن فون گنتس به علاقه به شراب، زنان و قمار نشد.
هنگامی که در سال ۱۷۸۵ به برلین بازگشت، به سمت منشی اداره کل سلطنتی منصوب شد و استعدادهای درخشانش به زودی باعث ارتقای او به رتبه مشاور جنگ (Kriegsrath) گردید. در طول یک بیماری که او را با محدود کردن به اتاقش، پاکدامن نگه داشت، زبان فرانسوی و زبان انگلیسی را آموخت و به این زبان‌ها تسلط یافت که فرصت‌هایی را برای یک شغل دیپلماتیک برایش فراهم کرد.

## انقلاب فرانسه
علاقه او به امور عمومی، نخستین بار با وقوع انقلاب فرانسه برانگیخته شد. به عنوان یک جوان تیزهوش، او با شور و شوق از آن استقبال کرد، اما تحولات بعدی آن شور او را سرد کرد و با خواندن تأملاتی بر انقلاب در فرانسه اثر ادموند برک به دیدگاه‌های محافظه‌کارانه‌تر گروید؛ ترجمه این اثر به آلمانی (۱۷۹۴) نخستین کار ادبی او بود. این کار در سال بعد با ترجمه آثاری درباره انقلاب از ژاک ماله دو پان و ژان ژوزف مونیه دنبال شد، و او همچنین یک مجله ماهانه به نام Neue deutsche Monatsschrift (ماهنامه جدید آلمانی) تأسیس و ویرایش کرد که در آن به مدت پنج سال، عمدتاً در مورد مسائل تاریخی و سیاسی می‌نوشت. او از اصول مشروطه‌خواهی بریتانیا در برابر اصول انقلابی فرانسه دفاع می‌کرد. دانشی که او از اصول و عملکرد مالیه نشان داد، به‌ویژه قابل توجه بود. در سال ۱۷۹۷، به درخواست دولتمردان انگلیسی، ترجمه‌ای از تاریخ مالیه فرانسه نوشته فرانسوا دیوِرنوا (۱۷۵۷–۱۸۴۲)، یک تبعیدی برجسته اهل ژنو که در انگلستان تابعیت گرفته و شوالیه شده بود، منتشر کرد که پیشتر گزیده‌هایی از آن را در مجله‌اش آورده بود. تولید ادبی او، که همگی الهام‌گرفته از لیبرالیسم میانه‌رو بود، شگفت‌انگیز بود و شامل مقاله‌ای درباره نتایج کشف قاره آمریکا و مقاله‌ای دیگر به زبان فرانسه درباره سیستم مالی انگلیس (Essai sur l'état de l'administration des finances de la Grande-Bretagne، لندن، ۱۸۰۰) می‌شد. با این حال، به ویژه قابل توجه، Denkschrift یا یادداشتی بود که او به مناسبت جلوس پادشاه فریدریش ویلهلم سوم پروس (۱۷۹۷) به او ارائه داد و در آن، از جمله، بر ضرورت اعطای آزادی مطبوعات و تجارت به پادشاه تأکید کرد. برای یک مقام پروسی، ارائه مشاوره ناخواسته به فرمانروای خود، نقض آداب بود و شانسی برای جلب لطف او نداشت، اما این کار به فون گنتس موقعیت برجسته‌ای در انظار عمومی داد که استعدادهای درخشان و سبک ادبی‌اش به او امکان حفظ آن را داد. علاوه بر این، او از همان ابتدا از تحولات احتمالی انقلاب و پیامدهای ضعف و تزلزل سیاست پروس آگاه بود.
مخالفت با فرانسه، اصل الهام‌بخش Historisches Journal (مجله تاریخی) بود که او در سال‌های ۱۷۹۹ و ۱۸۰۰ تأسیس کرد و بار دیگر نهادهای انگلیسی را به عنوان الگو معرفی نمود، و او در آلمان سخنگوی سیاست بریتانیا در قبال تهاجمات انقلابی جمهوری اول فرانسه شد. در سال ۱۸۰۱، او انتشار مجله را متوقف کرد زیرا از نظم روزنامه‌نگاری بیزار بود. او به جای آن، تحت عنوان Beiträge zur Geschichte (مشارکت‌هایی در تاریخ)، مجموعه‌ای از مقالات درباره سیاست معاصر منتشر کرد. اولین مقاله Über den Ursprung und Charakter des Krieges gegen die französische Revolution (درباره منشأ و ماهیت جنگ علیه انقلاب فرانسه) (۱۸۰۱) بود که توسط بسیاری به عنوان شاهکار گنتس در نظر گرفته می‌شود؛ جزوه مهم دیگری به نام Von dem politischen Zustande von Europa vor und nach der Revolution (درباره وضعیت سیاسی اروپا قبل و بعد از انقلاب)، که نقدی بر De l'état de la France de la fin de l'an VIII اثر اوتریو بود، در همان سال منتشر شد.

## مشاور امپراتوری، وین

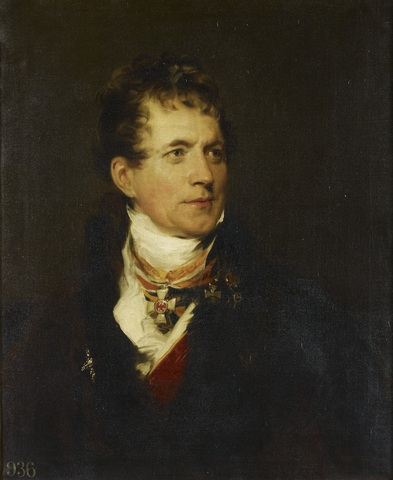
فریدریش فون گنتس اثر توماس لارنس

او در خارج از کشور به رسمیت شناخته شد و هدایای نقدی از دولت‌های بریتانیا و اتریش دریافت کرد، اما این امر موقعیت او را به عنوان یک مقام رسمی در برلین غیرممکن ساخت، زیرا دولت پروس قصدی برای کنار گذاشتن موضع بی‌طرفی محتاطانه‌اش نداشت. امور خصوصی نیز فون گنتس را به ترک خدمت پروس ترغیب کرد؛ عمدتاً از طریق اقدامات خودش، جدایی از همسرش ترتیب داده شد. بر این اساس، در مه ۱۸۰۲، او از همسرش خداحافظی کرد و با دوستش آدام مولر به وین رفت. در برلین، او با سفیر اتریش، کنت اشتادیون، صمیمی بود که وساطت او باعث معرفی‌اش به امپراتور فرانتس شد. نتیجه فوری، عنوان مشاور امپراتوری با حقوق سالانه ۴۰۰۰ گیلدر (۶ دسامبر ۱۸۰۲) بود، اما تا سال ۱۸۰۹ فعالانه به کار گرفته نشد. فون گنتس پیش از بازگشت به برلین برای انجام ترتیبات انتقال نهایی خود به وین، از لندن بازدید کرد و در آنجا با پیت و گرنویل آشنا شد که چنان تحت تأثیر استعدادهای او قرار گرفتند که علاوه بر هدایای نقدی بزرگ، دولت بریتانیا به پاس قدردانی از خدمات قلم او علیه ناپلئون بناپارت، مستمری سالانه‌ای را برایش تضمین کرد.
از آن پس، او درگیر یک جدل بی‌وقفه علیه هر پیشروی جدید قدرت و ادعاهای دیکتاتوری ناپلئونی بود. او با طنزی بی‌نظیر، سیاست بی‌اراده دربارهایی را که با تسلیم، تحقیر را تحمل می‌کردند، به باد انتقاد گرفت. او به رسمیت شناختن عنوان امپراتوری ناپلئون را محکوم کرد و  مانیفستی از سوی لوئی هجدهم فرانسه علیه آن تنظیم نمود. تشکیل ائتلاف و شروع جنگ، برای مدتی امیدهای او را، علی‌رغم بی‌اعتمادی شدیدش به شایستگی وزرای اتریشی، افزایش داد. این امیدها به سرعت با نبرد استرلیتز و نتایج آن بر باد رفت. فون گنتس از اوقات فراغت اجباری خود برای نوشتن مقاله‌ای درخشان درباره روابط بین انگلستان و اسپانیا قبل از شروع جنگ بین دو قدرت (لایپزیگ، ۱۸۰۶) استفاده کرد. کمی بعد Fragmente aus der neuesten Geschichte des politischen Gleichgewichts in Europa (ترجمه شده به عنوان قطعاتی درباره توازن قدرت در اروپا، لندن، ۱۸۰۶) منتشر شد. این اثر که آخرین کار فون گنتس به عنوان یک مقاله‌نویس مستقل بود، شرحی استادانه از وضعیت سیاسی واقعی و همچنین پیش‌گویانه در پیشنهادهایش در مورد چگونگی بازیابی آن بود: «اروپا از طریق آلمان نابود شده است؛ از طریق آلمان باید دوباره برخیزد».
او دریافت که سلطه فرانسه را نمی‌توان شکست مگر با اتحاد اتریش و پروس، که با هماهنگی بریتانیا عمل کنند. او با علاقه آماده‌سازی‌های نظامی پروس را دنبال کرد. به دعوت کنت هاگویتس، در آغاز کارزار به مقر فرماندهی پروس در ارفورت رفت و در آنجا اعلامیه پادشاه و نامه او به ناپلئون را پیش‌نویس کرد. نویسنده شناخته شده بود و در همین ارتباط بود که ناپلئون از او به عنوان «کاتب بدبختی به نام گنتس، یکی از آن مردان بی‌شرف که خود را برای پول می‌فروشند» یاد کرد. فون گنتس هیچ مأموریت رسمی از دولت اتریش نداشت و هر امیدی که ممکن بود برای تأثیرگذاری خصوصی بر وضعیت در جهت اتحاد بین دو قدرت آلمانی در سر داشته باشد، به سرعت با نبرد ینا بر باد رفت.
سقوط پروس، اتریش را تنها امید آلمان و اروپا باقی گذاشت. فون گنتس که از زمستان ۱۸۰۶ به بعد وقت خود را بین پراگ و چشمه‌های آب گرم بوهم تقسیم می‌کرد، به نظر می‌رسید که کاملاً خود را وقف لذت‌های اجتماعی کرده است و شخصیت جذابش پذیرش آسانی را در آن محافل عالی‌رتبه برایش به ارمغان آورد که بعدها در وین برایش مفید واقع شد. با این حال، اگرچه او چیزی منتشر نکرد، قلمش بیکار نبود و مشغول مجموعه‌ای از مقالات درباره آینده اتریش و بهترین راه‌های آزادسازی آلمان و بازگرداندن توازن اروپا بود، اما خودش به دوستش مولر (۴ اوت ۱۸۰۶) اعتراف کرد که در شرایط اسفبار آن زمان، مقاله‌اش درباره اصول صلح عمومی باید به عنوان یک شعر سیاسی تلقی شود.

## کمک به فون مترنیخ
در سال ۱۸۰۹، با شروع جنگ بین اتریش و فرانسه، فون گنتس برای اولین بار توسط دولت اتریش تحت رهبری اشتادیون به طور فعال به کار گرفته شد. او اعلامیه اعلان جنگ (۱۵ آوریل) را پیش‌نویس کرد و در طول ادامه خصومت‌ها، قلمش بی‌وقفه به کار گرفته شد. صلح ۱۸۱۰ و سقوط اشتادیون بار دیگر امیدهای او را بر باد داد و او، سرخورده و به شدت دلزده، بار دیگر به انزوای نسبی در پراگ بازگشت. او در ابتدا نظر چندان مثبتی نسبت به فون مترنیخ، جانشین اشتادیون، نداشت و تا سال ۱۸۱۲ نبود که این دو مرد روابط نزدیکی برقرار کردند که به دوستی مادام‌العمر انجامید. با این حال، هنگامی که فون گنتس به عنوان مشاور فون مترنیخ به وین بازگشت، دیگر آن  میهن‌پرست آتشینی نبود که در تاریک‌ترین روزهای رکود آلمان با اشتاین همدردی و مکاتبه کرده بود و در دوره‌های آتشین، از تمام اروپا خواسته بود تا خود را از حکومت خارجی آزاد کند. او که سرخورده و بدبین اما همچنان روشن‌بین بود، از آن پس بیش از هر چیز یک اتریشی بود، گاهی حتی اتریشی‌تر از فون مترنیخ.
در طول مراحل پایانی کارزار ۱۸۱۴، او ابراز امیدواری کرد که فون مترنیخ در دیپلماسی خود اتریش را جایگزین اروپا کند و علی‌رغم مخالفتش با ناپلئون و فرانسه، با حفظ شوهر ماری لوئیز بر تخت سلطنت فرانسه، اتحاد اتریش و فرانسه را تضمین کند.

## کار دیپلماتیک، کنگره وین
به مدت ده سال، از ۱۸۱۲ به بعد، فون گنتس به عنوان نویسنده و دیپلمات با تمام امور بزرگ تاریخ اروپا در تماس نزدیک بود. او دست راست، محرم اسرار و مشاور فون مترنیخ بود. او صدراعظم را در سفرهایش همراهی می‌کرد و در تمام کنفرانس‌هایی که قبل و بعد از جنگ برگزار می‌شد، حضور داشت. هیچ راز سیاسی از او پنهان نبود و تمام اسناد مهم دیپلماتیک به دست او پیش‌نویس می‌شد. او دبیر کنگره وین (۱۸۱۴–۱۸۱۵) بود، مجموعه‌ای از جلسات برای طراحی یک برنامه صلح بلندمدت برای اروپا، که به معنای آن بود که او مدیر امور و رئیس پروتکل بود. دانش گسترده او از مردان و امور، او را به یک قدرت تبدیل کرده بود. او هیچ توهمی نسبت به دستاوردهای آنها نداشت و یادداشت او درباره کار کنگره وین هم نقدی نافذ و هم بنای یادبودی از سرخوردگی خودش است. او اشاره می‌کند که در کنگره ۲۲۰۰۰ پوند از طریق تالیران از لوئی هجدهم فرانسه دریافت کرد، در حالی که کاسلری به او ۶۰۰ پوند همراه با "les plus folles promesses" (احمقانه‌ترین وعده‌ها) داد؛ دفتر خاطرات او پر از چنین مدخل‌هایی است. با این حال، او هرگز این هدایا را پنهان نکرد. فون گنتس تا زمان کنگره ورونا (۱۸۲۲) در تمام کنگره‌ها و کنفرانس‌های بعدی شرکت کرد.
با این حال، لیبرالیسم سال‌های اولیه او از بین رفته بود و او با دیدگاه فون مترنیخ مبنی بر اینکه در عصر زوال، تنها وظیفه یک دولتمرد، سرپا نگه داشتن نهادهای پوسیده است، کنار آمده بود. این دست نویسنده آن یادداشت توهین‌آمیز به فریدریش ویلهلم سوم پروس درباره آزادی مطبوعات بود که فرمان‌های کارلسباد را پیش‌نویس کرد. این او بود که الهام‌بخش سیاست سرکوب آزادی دانشگاه‌ها بود و در دفتر خاطرات خود، جلسه کنفرانس وین در سال ۱۸۱۹ را که تصمیم گرفت با اجرای دقیق ماده سیزدهم قانون کنفدراسیون آلمان، تشکیل مجامع نمایندگی در ایالت‌های آلمان را غیرممکن سازد، روزی مهم‌تر از روز نبرد لایپزیگ ثبت کرد.

## زندگی خصوصی
فون گنتس در زندگی شخصی تا پایان عمر فردی دنیا‌دیده و اهل معاشرت باقی ماند، با این‌حال دچار هراسی اغراق‌آمیز از مرگ بود. پس از جدایی از همسرش در برلین، هرگز وی را ندید؛ او در دسامبر ۱۸۰۲، چند ماه پس از ترک فون گنتس، درگذشت. روابط وی با زنان دیگر، که عمدتاً از طبقات عالی‌رتبه بودند، متعدد بود و ثبت تمامی آن‌ها ممکن نیست. با وجود این، کشش عاطفی تا پایان زندگی رهایش نساخت، و شیفتگی‌اش نسبت به فانی السلر، رقصندهٔ نامدار، موضوع شماری از نامه‌های وی به راحل فارنهاگن، را تشکیل می‌دهد (۱۸۳۰–۱۸۳۱).
فون گنتس پروتستان باقی ماند و هرگز به کاتولیسیزم نگروید، اگرچه این اقدام می‌توانست زندگی سیاسی و اجتماعی او را در امپراتوری اتریش آسان‌تر کند.

## مرگ و میراث
فون گنتس در ۱۹ ژوئن ۱۸۳۲ در وین درگذشت. او را به عنوان مزدور قلم توصیف کرده‌اند و هیچ مزدور دیگری هرگز چنین حرفه قابل توجهی را برای خود رقم نزده است. انجام این کار، علی‌رغم استعدادهای درخشانش، غیرممکن بود اگر او چیزی بیش از آن «کاتب بدبخت» که مورد تمسخر ناپلئون قرار گرفت، نبود. اگرچه او از نظر تولد به طبقه متوسط در کشوری با اشراف‌سالاری سرسخت تعلق داشت، اما زندگی کرد تا در جامعه شاهزادگان و دولتمردان در سطحی برابر حرکت کند، که اگر به بدنامی خرید و فروش می‌شد، هرگز چنین اتفاقی نمی‌افتاد. با این حال، اینکه او عادت به دریافت هدایا از هر کسی داشت که به حمایت او امید داشت، جای بحث ندارد. فون مترنیخ از آنها آگاه بود و هرگز گمان نمی‌کرد که فون گنتس در نتیجه آن علیه اعتقادات خود بنویسد یا عمل کند. در واقع، هیچ‌کس در انتقاد از سیاست کارفرمایانش آزادتر یا صریح‌تر از این نویسنده ظاهراً فاسد نبود. هدایا و مستمری‌ها بیشتر ماهیت یارانه داشتند تا رشوه. آنها قدردانی قدرت‌های مختلف از ارزش متحدی بود که قلمش ثابت کرده بود سلاحی بسیار قدرتمند در راه اهداف آنهاست..
در واقع، همین بی‌طرفی و عینیت نگرش اوست که نوشته‌های فون گنتس را به اسناد روشنگری برای دوره تاریخی که پوشش می‌دهند، تبدیل می‌کند. البته باید دیدگاه او را در نظر گرفت، اما شاید کمتر از هر نویسنده دیگری که اینقدر با سیاست‌هایی که نقد می‌کند، درگیر بوده است. جدای از ارزش آنها به عنوان اسناد تاریخی، نوشته‌های فون گنتس بناهای یادبود ادبی، نمونه‌های کلاسیک نثر پرتوان و درخشان زبان آلمانی و زبان فرانسوی به عنوان الگویی برای سبک دیپلماتیک هستند.

## آثار (ترجمه‌ها به انگلیسی)
- The Origin and Principles of the American Revolution, Compared with the Origin and Principles of the French Revolution, Asbury Dickins, 1800 [ترجمه شده توسط جان کوئینسی آدامز].
- A Vindication of Europe and Great Britain from Misrepresentation and Aspersion, John Stockdale, 1803.
- On the State of Europe Before and After the French Revolution, J. Hatchard, 1804.
- Fragments Upon the Balance of Power in Europe, M. Peltier, 1806.